# Innerferrera
Innerferrera est une ancienne commune suisse du canton des Grisons.

## Références

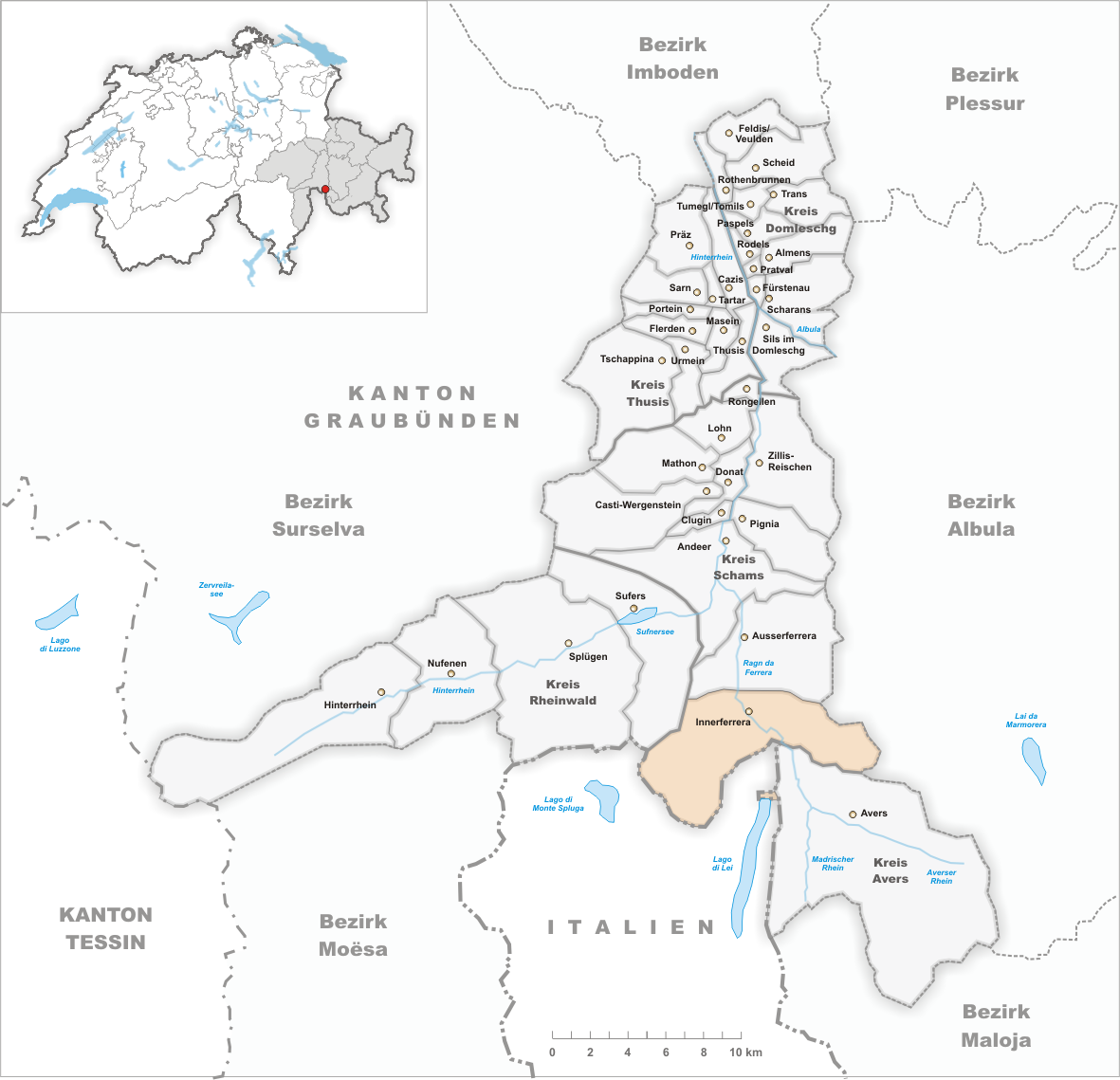
Ancien territoire de la commune d’Innerferrera.